# 狙撃銃

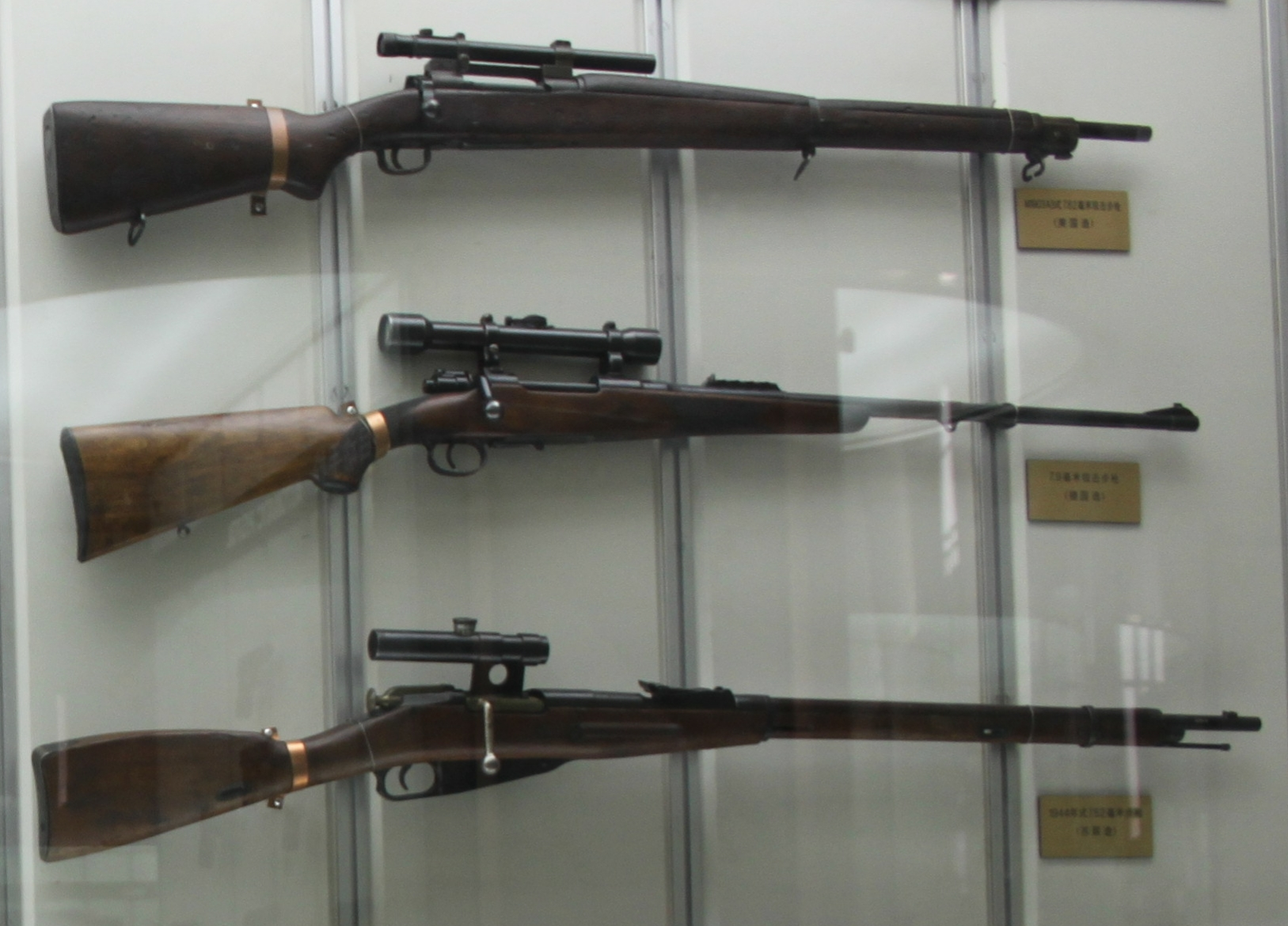
ボルトアクション式狙撃銃各種。上からスプリングフィールドM1903小銃、モーゼルM98小銃、ナガン小銃を基とする

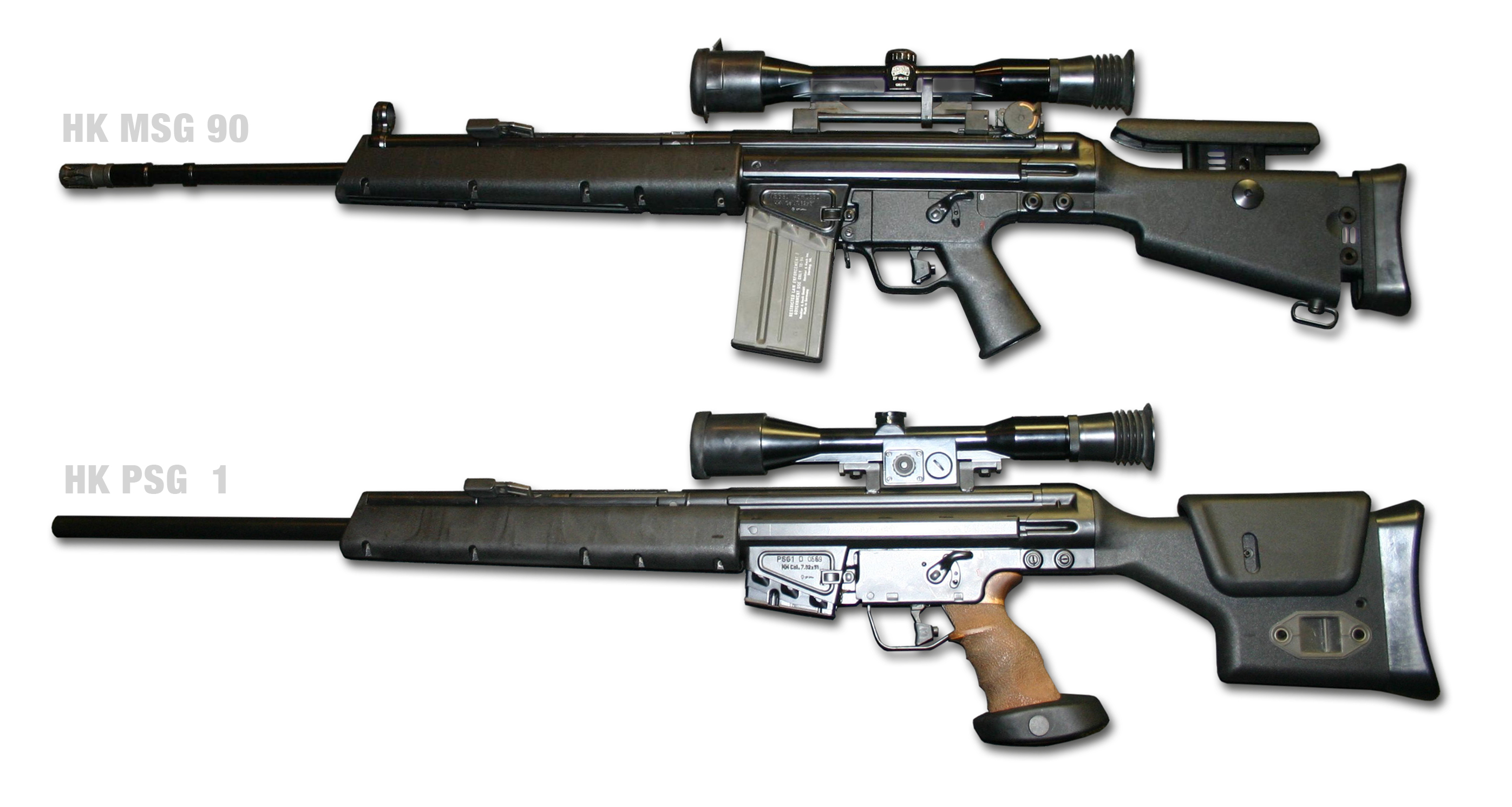
MSG90(上)及びPSG-1(下)

狙撃銃（そげきじゅう、 sniper rifle）とは、狙撃に機能を特化した小銃。一般には遠距離の照準をつけやすくするために光学照準器（スコープ）を取り付けて、遠距離からの目標の狙撃に適した小銃を指す。

## 概要
| 弾薬                           | 最大有効射程 |
| ------------------------------ | ------------ |
| 7.62x39mm弾                    | 350m         |
| 5.56x45mm NATO弾               | 550m         |
| 7.62x51mm NATO弾               | 800m         |
| 7.62x54mmR弾                   | 800m         |
| .30-06スプリングフィールド弾   | 800m         |
| 7mm レミントン マグナム        | 900-1,100m   |
| .300 ウィンチェスター マグナム | 900-1,200m   |
| .338ラプア・マグナム           | 1,200-1,500m |
| 12.7x99mm NATO弾 12.7x108mm弾  | 1,500-2,000m |
| 14.5x114mm                     | 1,800-2,300m |
| .408 シャイタック              | 2,300m       |

狙撃銃は精度が高く命中率が良い小銃（ライフル）であり、頬当てやバイポッドなどで安定性を保ち易くしているものも多い。連射した場合、銃身の放熱で映像が揺らぐのを防ぐため、銃身の上面には陽炎ベルト（mirage belt）を装着することが多い。

### 歴史
小銃はその発生時より狙撃銃としての性格を持っていたが、第一次世界大戦時に精度の良い小銃と腕の良い射手による戦術的成果が認識されはじめ、戦間期から第二次世界大戦中にかけて本来は狙撃用ではない一般の小銃の中から精度の優れたものを選抜したうえでスコープを取り付け運用され、次第に高い精度専用の物が製造されるようになった。

### 種類

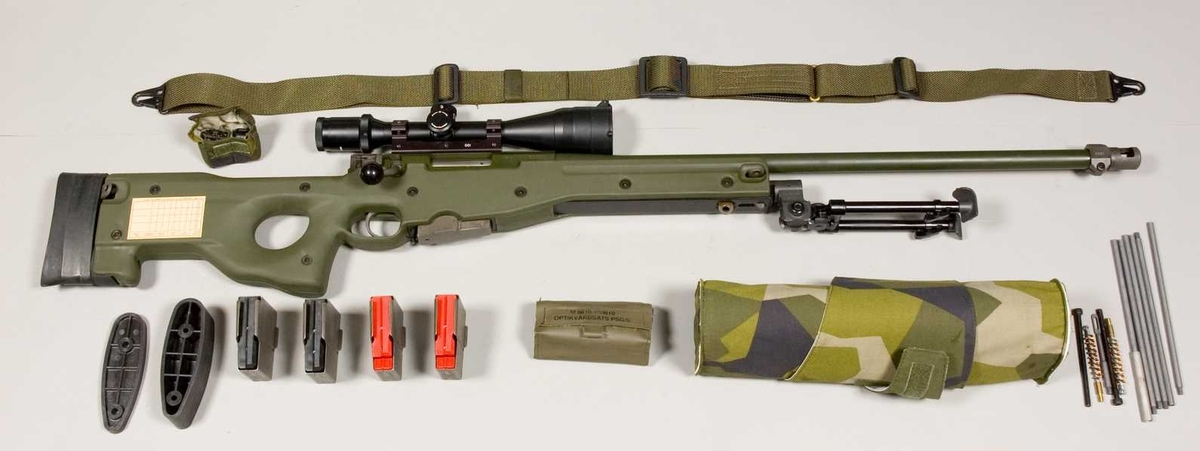
Psg 90

現代の狙撃兵や警察の狙撃手は専門化が進み、精度の高い狙撃専用として設計された狙撃銃を使用する傾向があり、銃身、機関部、銃床、スコープは目的に応じた各メーカー製品あるいは一部特注した仕様の製品を組み合わせ、ウェポンシステム化した狙撃システムと呼ばれる製品が増えている。銃身は従来より弾道を安定させるために長く重く作られている。銃床（台座部分）と銃身は干渉しないようにフリーフローティングバレルが採用され、銃床も従来は木製（ウォールナット材が多かった）だったのが、材質も気温や湿度の影響を考慮して熱膨張率の低い合成樹脂や繊維強化プラスチック、金属基複合材料などを用いる傾向にある。一方、選抜射手（マークスマン）に用意されるマークスマンライフルのように歩兵が運用する狙撃銃はアサルトライフルを大口径化したモデルやバトルライフルを近代化させたものが多い。これは専用の狙撃兵は単独、もしくはスポッターとの少数行動で専門的狙撃を行うために精度が重視されるからであり、選抜射手は歩兵分隊の一員として行動するために火力や柔軟性を重視するほか、操作性や部品を分隊のライフルと共通化するためでもある。
狙撃銃は一般に7.62mmクラスの小銃弾を使用し、概ね100-600m程度の射撃に適する。12.7mm弾であれば1km程度まで弾丸は届き、2-3km程度の長距離狙撃に成功する場合もあるが、この距離だと重力、風、湿度など、様々な要因に干渉されるので、基本的に命中は期待できない。
また、12.7mmを超える弾丸を使用する対物ライフルも超長距離の弾道直進性を買われて狙撃に用いられる。小銃弾より桁違いに重い弾丸重量のおかげで、1,000メートルを超える狙撃でも風のような外部干渉要因に左右されにくく、命中を期待できる。高貫通力かつ高威力でもあるため、採用する軍や警察が増えている。一部にはハーグ陸戦条約の「不必要な苦痛を与える兵器」に該当するのではないかという見方もあるが、ハーグ条約の条文に大口径銃弾への記述があるわけでもなく、具体的に使用を制限する条約や法律は存在しない。

## 構造

### 照準器

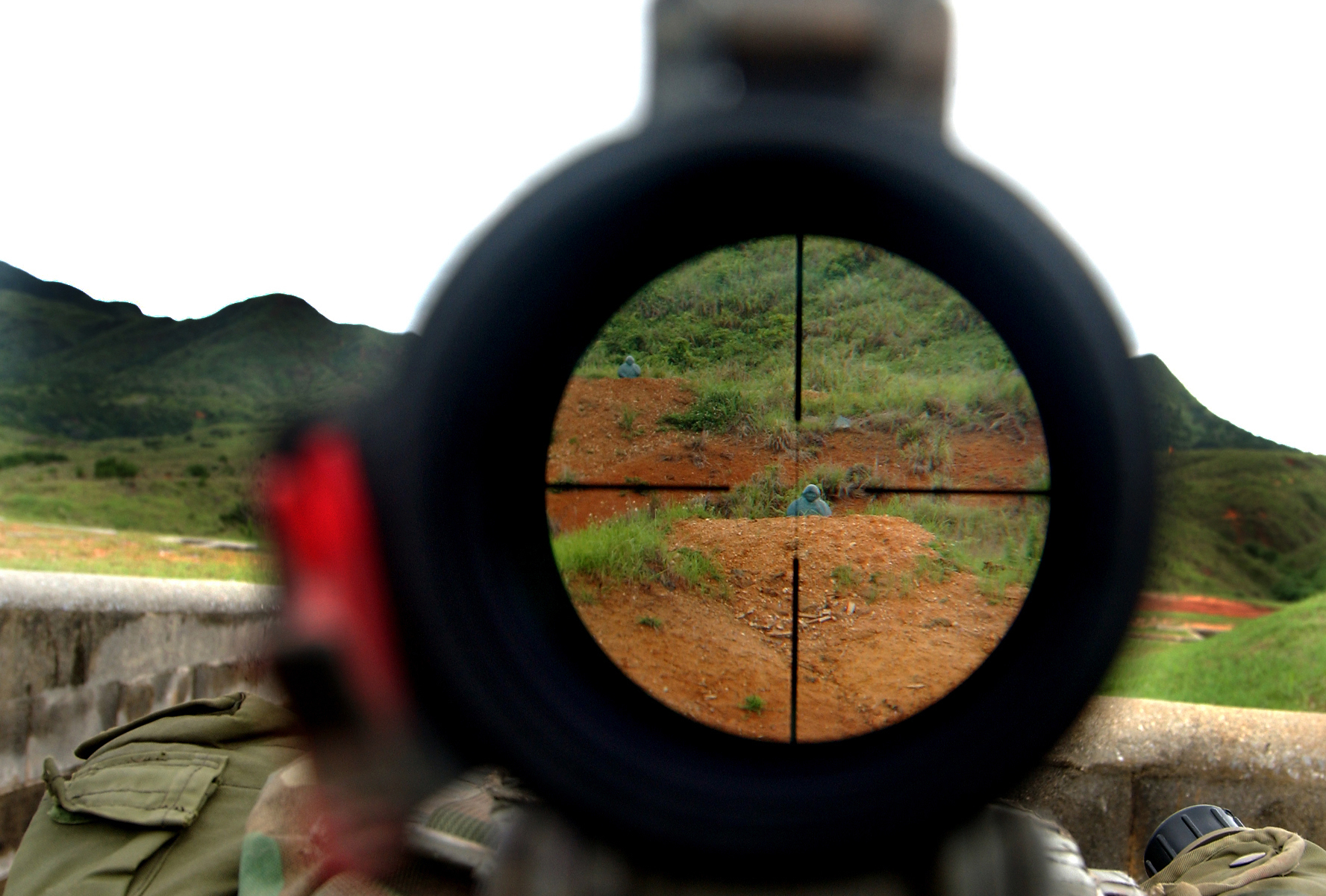
スコープのレティクル

ほとんどの狙撃銃の上部には光学照準器（スコープ）がついており、その倍率は20世紀初頭の古いもので2倍以上、21世紀初頭の新しいもので20倍近くになる（ただし狙撃の用途や想定交戦距離により最適な倍率は異なるため、倍率が高ければ有利という訳ではない）。また、暗視式スコープを装着することで夜間での射撃を可能にする。
単眼鏡の中に現れる照準（レティクル/reticle）に目標を照らし合わせて狙撃を行うが、実際の弾道は直線ではなく、重力の影響を考慮するため遠距離では上向きの放物線を描くことになり、さらに手ぶれや風、湿度、気圧、火薬の劣化などの複数の影響が加わるため、長距離で弾が当たる場所を正確に予測するのは難しい。このため、射手は高度な技術と経験を頼りに照準を垂直/水平微調整（elevation/windage）して目標を狙う必要がある。最近では距離の測定にはレーザーを併用する場合もある。また、狙撃手（スナイパー/sniper）に必要な風や目標、着弾点の情報を報告する観測手（スポッター/spotter）が狙撃を補助する場合もある。近年では距離を測定するレーザー式のレンジファインダー、距離や風、目標物との角度による弾道を計算するソフトウェアを内蔵した専用の端末などの電子機器の性能も向上し、また、これらを複合的に組み合わせるシステム等が開発、実用化されている。

### ボルトアクション（手動装填）方式

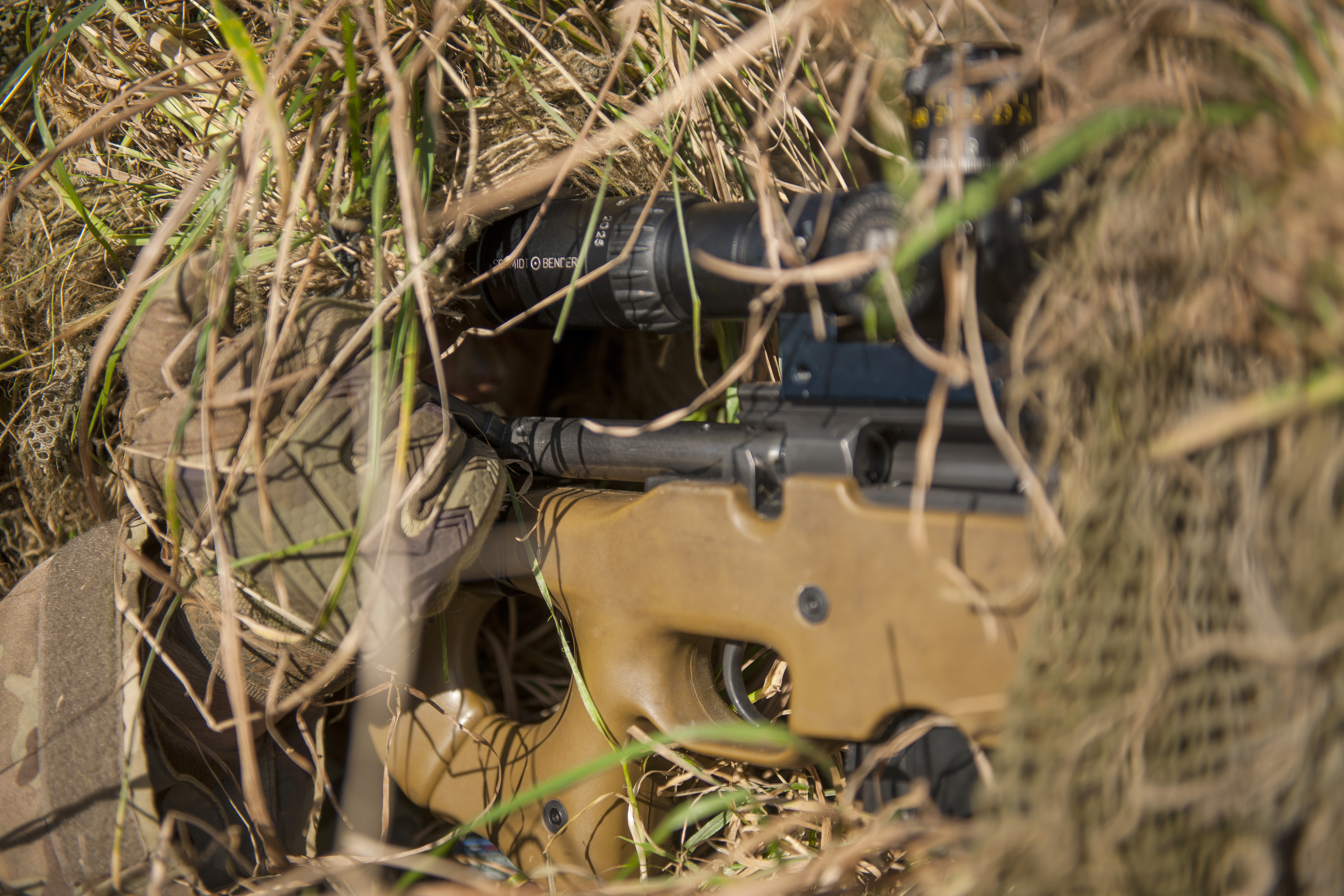
L115A3のボルトを引く様子

ボルトアクション方式は弾丸の装填を1発ずつ手動で行う方式である。主に.338ラプアマグナム弾や.300ウィンチェスターマグナム弾を使用する狙撃銃で採用される方式である（一部では7.62mm弾を使用する狙撃銃も存在する）。構造が簡単なため安価で軽く、信頼性や射撃精度で勝る。警察や特殊部隊など精度を最重視する場合などでよく利用される。欠点として、次弾装填のためのボルト操作が必要であり連続した射撃が不可能である。戦場では最初の1発のみで戦闘が終了することは少なく、軍はもとより警察でも問題になった。ボルトアクション方式の問題は、手動装填のために連射速度が遅いという単純な点だけでなく、次弾を装填する際に、
1. ボルトを操作するために引き金から手を離さなくてはならない
2. その際に目標と照準がずれてしまう

ということが起きる。そのため、狙撃目標が複数ある場合や初弾を外した場合には、致命的ともいえる動作（問題）を伴う点にある。警察では、後述のオートマチック方式の狙撃銃が登場するまで、狙撃手には外した場合に備えたバックアップ武器として自動小銃を携行させていた。

### オートマチック（自動装填）方式
オートマチック方式は弾丸の装填が自動で行われる方式である。主に7.62mm弾を使用するマークスマン・ライフルや12.7mmを使用する対物ライフルで採用される方式である。構造が複雑なため高価で重く、信頼性や射撃精度で劣る。利点として、次弾装填のためのボルト操作が不要であり連続した射撃が可能である。軍隊など速射を最重視する場合などでよく利用される。警察でもミュンヘンオリンピック事件以後、導入したケースもある。
スムーズに次弾を装填するためには弾薬を保持する薬室に間隙の余裕を持たせる必要があり、これによって弾道に誤差が生じて狙撃の精度を落とす恐れがあるため、高度な製造技術が求められる。その例として、ミュンヘン事件を受けて狙撃専用に開発されたH&K社PSG-1は7,000ドルもする。高価すぎるためにドイツ連邦軍は導入せず、代わりにH&K G3の、試射で好成績を出した製品を生産ラインから引き抜いてスコープ、チークピースを備えたG3SG/1というモデルを採用し、現在はH&K G28に置き換えが進んでいる。
ソビエト連邦で開発されたドラグノフ狙撃銃はAK-47の設計をもとにしているが、AK-47の弾薬よりも火薬量の多い7.62mm×54R弾を使用するため薬室やガスチューブなどが再設計されており、他の狙撃銃に比べ数キロ軽く高い信頼性を持ちながら600m以上の有効射程を持つという。現在のロシア連邦軍では、専門の訓練を受けた射撃手と共に各分隊に一丁ずつ配備されている。

### オートマチック方式の内、M16より派生した狙撃銃群
一般にオートマチックライフルは、薬室や機関の遊びを大きく取っており、ボルトアクションライフルに比べ命中精度や信頼性が劣る。
M16を特徴付けるダイレクト・ガス・アクションによるガス圧作動方式は、他のオートマチックアクションより射撃精度の点で優れているとされM110に取り入れられた。ベトナム戦争による悪評が兵士の整備不足による冤罪ではあったとしても、泥水に漬けても作動するAK-47アサルトライフルに対し、M16やM4が先のイラク戦争で、汚れたグリス類と砂漠地帯特有の細かい砂による汚れで作動不良を起こしたことはよく知られている。実際に、M110はアメリカ陸軍ではショートストロークピストン式のH&K社製のM110A1に置き換えられた。また、M110A1はアメリカ空軍でもボルトアクション式のM24SWSを置き換えつつある。

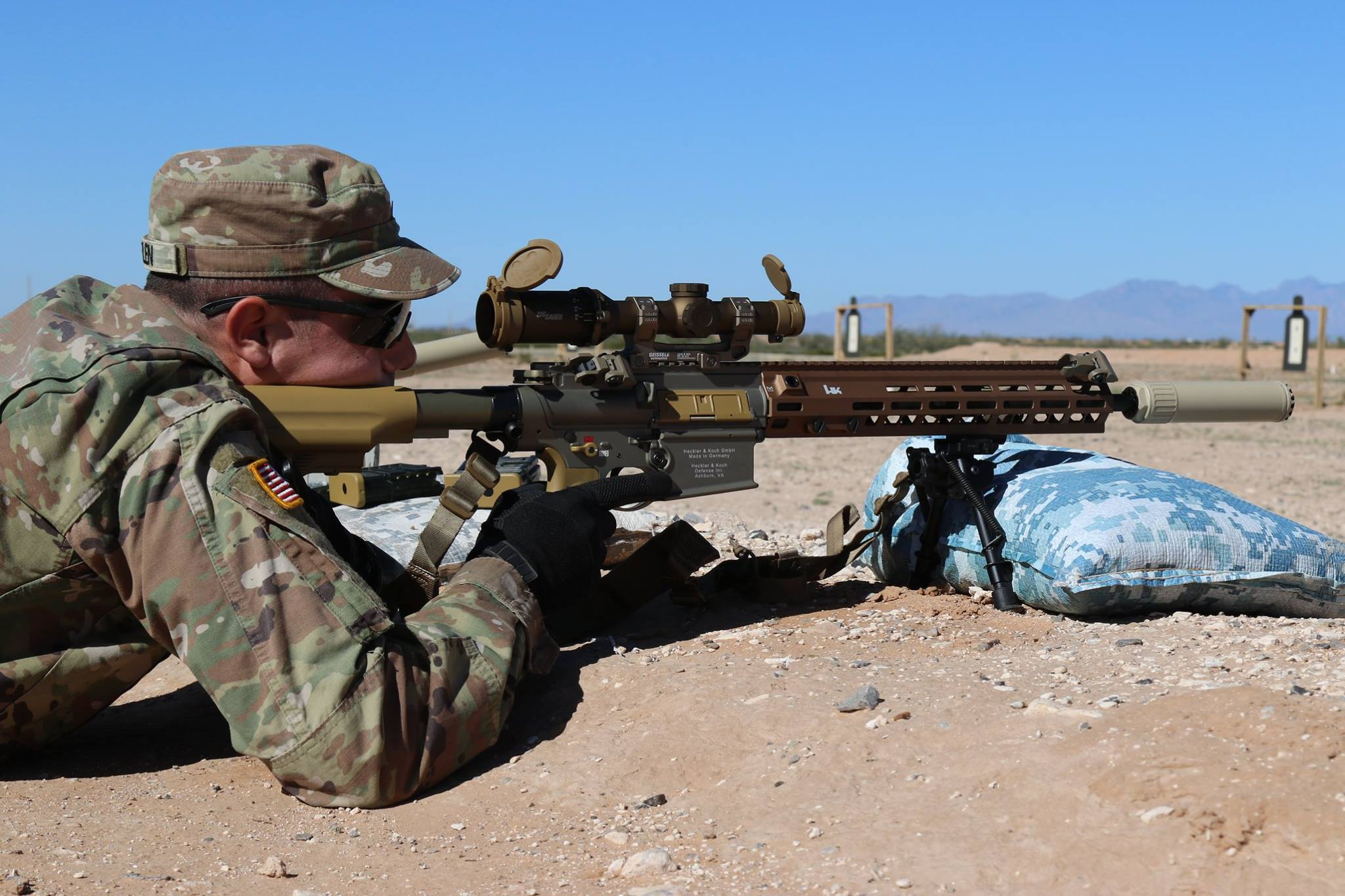
CSASS

アメリカ軍は特殊部隊用として、M16を軽狙撃/精密射撃任務用にカスタマイズしたSPR Mk12などの特殊目的ライフル（Special Purpose Rifle）を開発した。また、アメリカ海兵隊では少数生産されたSAMR（Squad Advanced Marksman Rifle）の運用思想をもとにM27 IARに同じスコープを搭載したものをM38 SDMRとして分隊上級射手用に配備している。本来、M27 IARはM249と同じく軽機関銃として採用されたが、採用当初から優れた命中精度が注目されており兵士個人でスコープを搭載することがあった。軽狙撃（light sniper）とは、バレットM82など50口径クラスによるものを重狙撃（heavy sniper）とするためにこのように呼ばれる。しかし、5.56ミリ弾の射程は数百メートルであり、『ゴルゴ13』のような“数キロメートル先から一発で標的を仕留める”描写はあり得ない（作者のさいとう・たかをも、M16の実際の能力についてはあまりよく知らず、その武骨な外見のみでゴルゴに使わせたと認めている）
これらの銃には、通常弾薬であるM855の弾頭重量を77グレイン（4.98g）に増量するなどして、実戦での命中精度を向上させたMk262の使用を前提としている。

## 代表的な軍・警察用狙撃銃

### アメリカ合衆国

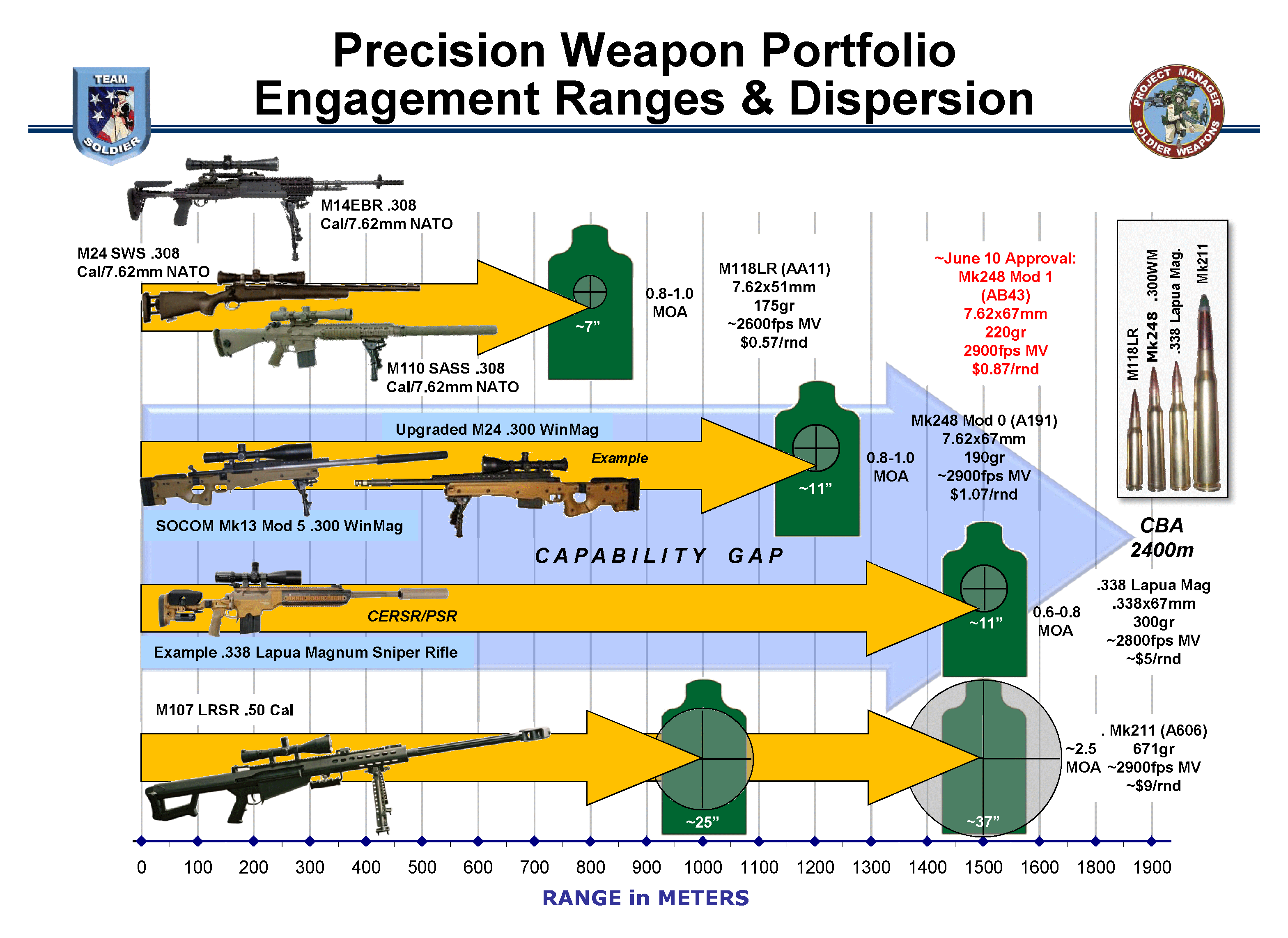
アメリカ陸軍で採用されている狙撃銃とその性能

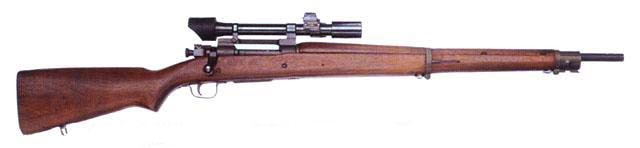
M1903A4
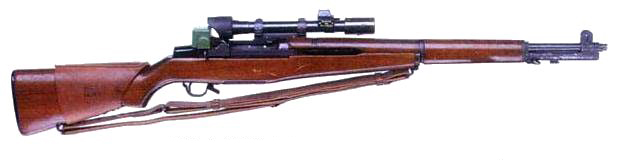
M1C
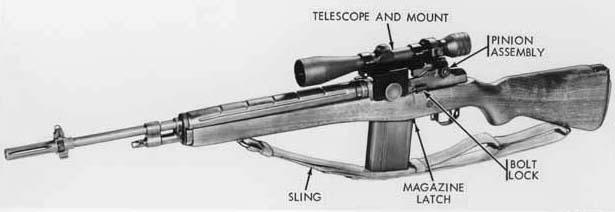
M21
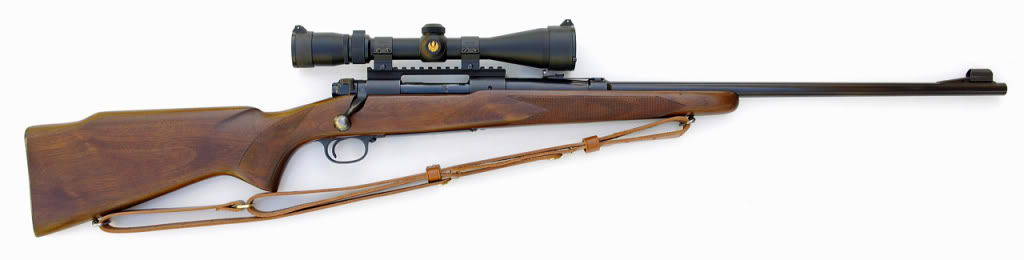
ウィンチェスターM70
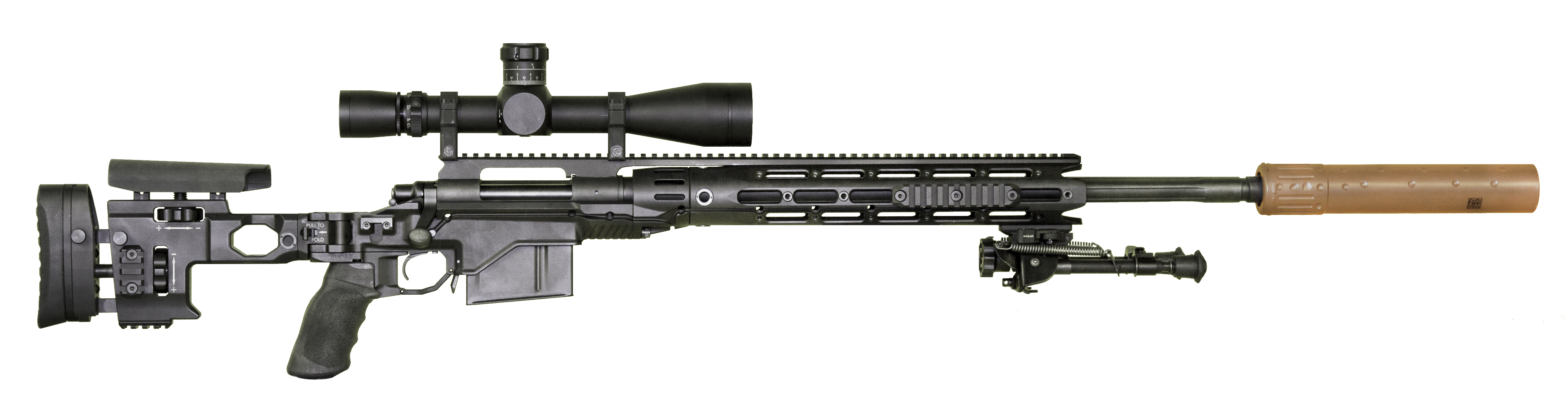
M2010（M24 SWSの発展型）
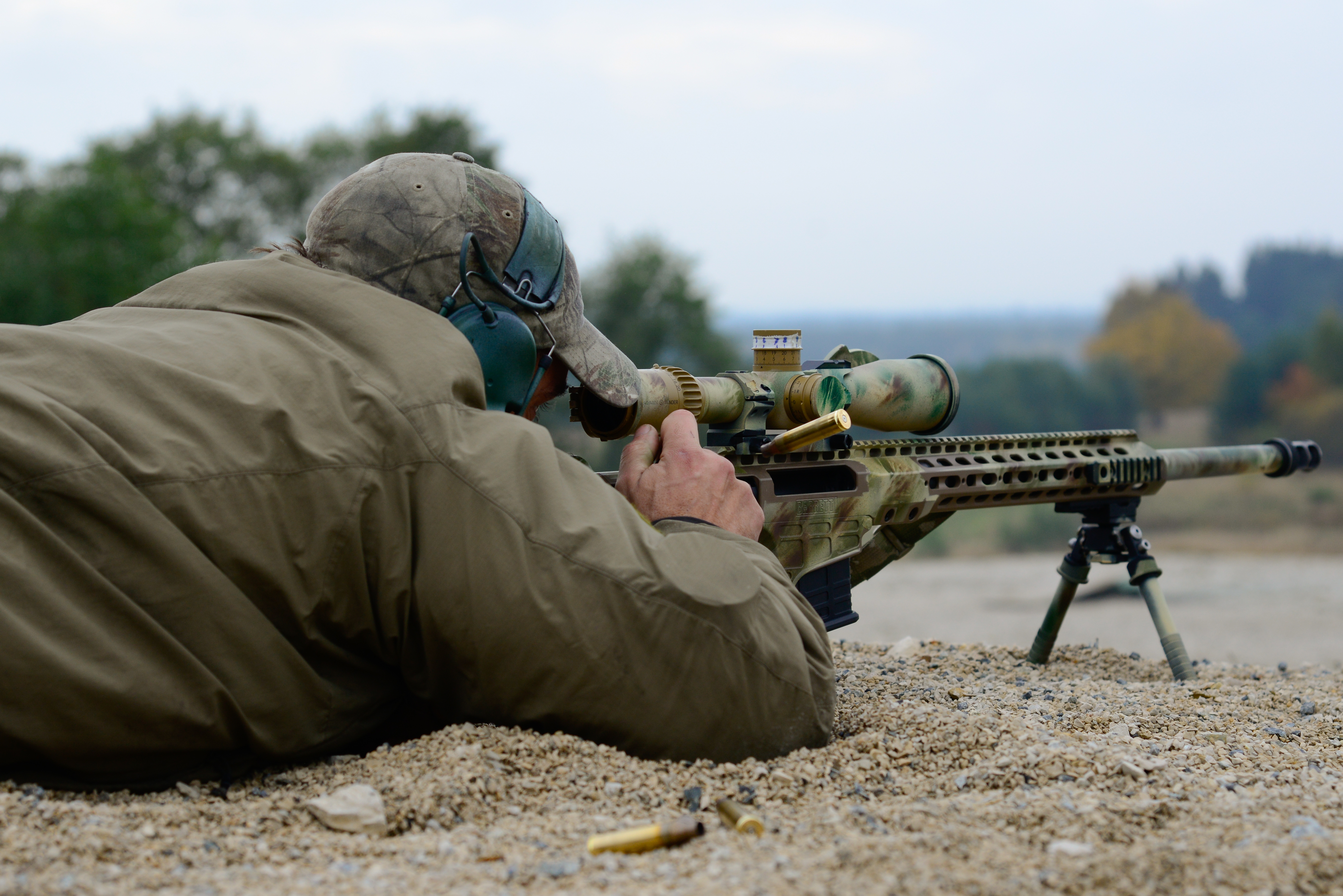
MRAD
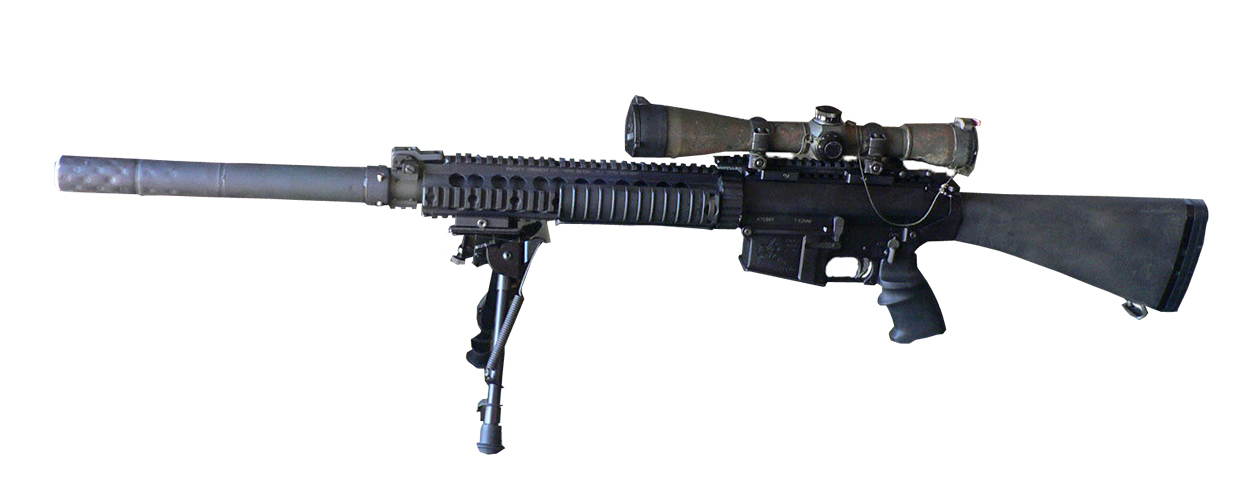
SR-25

精度の高いM1903を転用。ボルトアクション方式。
- M1C/D

精度の高いM1ガーランドを転用。オートマチック方式。
- M21、M25（英語版）

スプリングフィールド社。精度の高いM14を転用。オートマチック方式。
- ウィンチェスターM70

ベトナム戦争時に使用。高い精度と信頼性が有名。
- レミントンM700

軍／警察向けのM24 SWSと、アメリカ海兵隊向けのM40がある。ボルトアクション方式。
- MRAD

バレット・ファイアーアームズ社。ボルトアクション方式。
- SR-25

ナイツアーマメント社製。アーマライトAR-10自動小銃の発展型。オートマチック式。
- Mk11 Mod0

SR-25をアメリカ海軍特殊部隊(SEALs)の要求に合わせて仕様変更したモデル。アメリカ海兵隊での制式名称は「SR-25M」。
- M110 SWS

M24に代わりアメリカ陸軍の採用したMk.11 Mod0の派生型。
- M82

バレット・ファイアーアームズ社。12.7mm弾を使用する対物狙撃銃。
- M1903A4
- M1C
- M21
- ウィンチェスターM70
- M2010（M24 SWSの発展型）
- MRAD
- SR-25

### ソビエト連邦 / ロシア
- M1891/30

精度の高いM1891/30を転用。ボルトアクション方式。
- M1940

精度の高いM1940を転用。オートマチック方式。

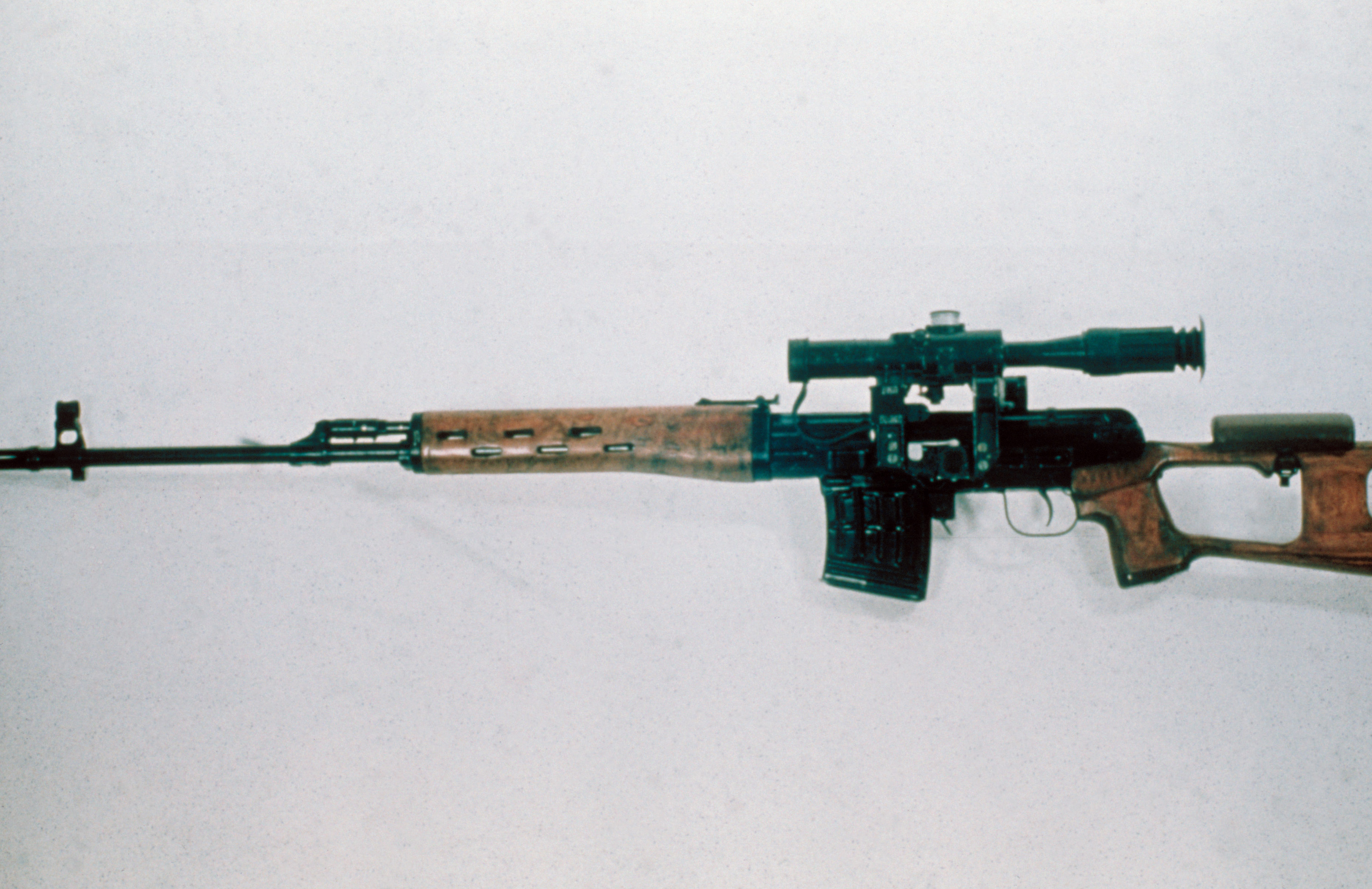
SVD
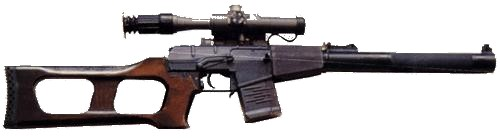
VSS

“ドラグノフ狙撃銃”の名で知られる。ソビエト連邦軍をはじめとしたワルシャワ条約機構で広く採用された、東西冷戦時代の東側を代表する狙撃銃。オートマチック方式。
- VSS

消音に徹した特殊な狙撃銃。オートマチック方式。
- SVD
- VSS

### ドイツ

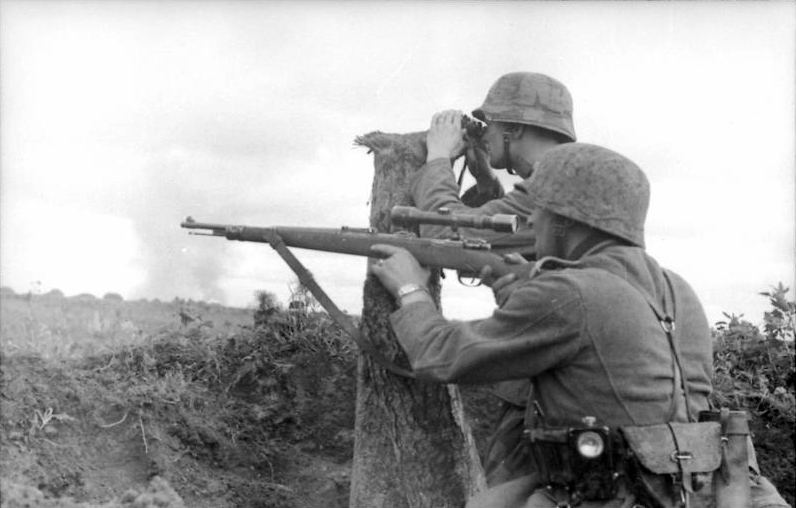
Kar98k ZF
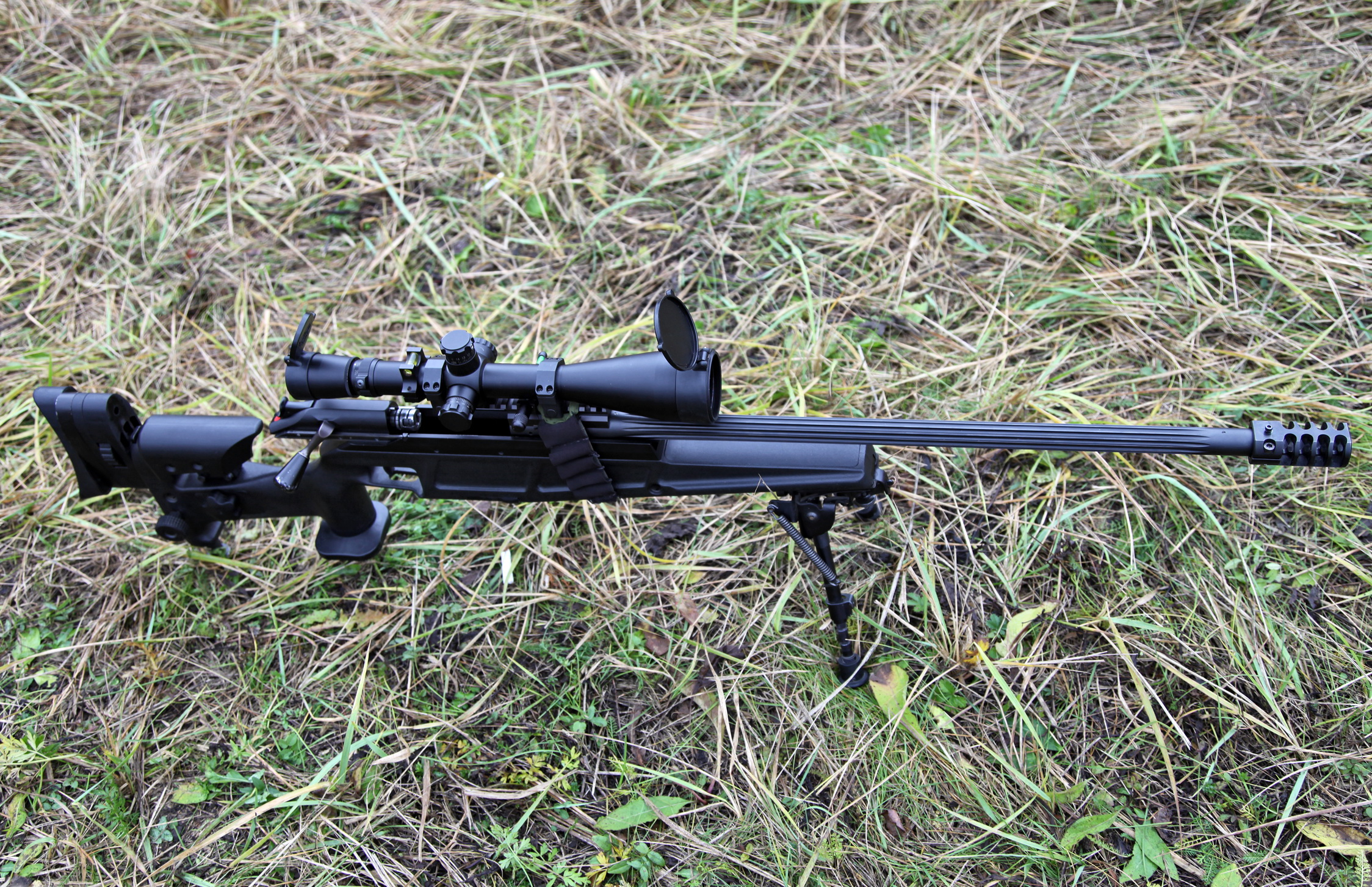
R93 LRS

精度の高いKar98kを転用。ボルトアクション方式。
- G43 ZF

精度の高いG43を転用。オートマチック式。
- MSG90・PSG-1

H&K社。オートマチック方式。
- H&K G28

H&K社。オートマチック方式。
- R93 LRS

ブレイザー社。ボルトアクション方式。
- DSR-1

- Kar98k
- R93 LRS

### イギリス
- No.4 Mk I (T)

精度の高いRifle No.4 Mk Iを転用。ボルトアクション方式。
- L96A1

アキュラシー・インターナショナル製。ボルトアクション方式。
極地(極寒冷地)仕様のモデルは「L118A1」と呼ばれ、スウェーデン軍に「Psg90」の制式名で使用されている。
- L115(AW338／AWM338)

L96A1の.338Lapua Magnum仕様。L96A1に代わり2007年より導入。
- AWM300

L96A1の.300Win Mag弾モデル。ドイツ連邦軍で「G22」の制式名で採用された。
- AW50

L96A1の.50口径(12.7mm)型。
- L129A1（英語版）

アメリカのLMT(Lewis Machine & Tool.Co)社製 LW308MWS を制式採用。アーマライトAR-10自動小銃の発展型。オートマチック式。

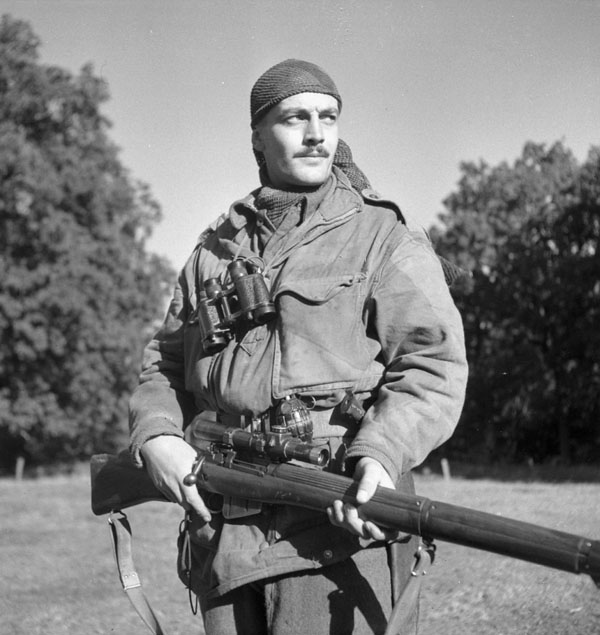
No.4 Mk I (T)
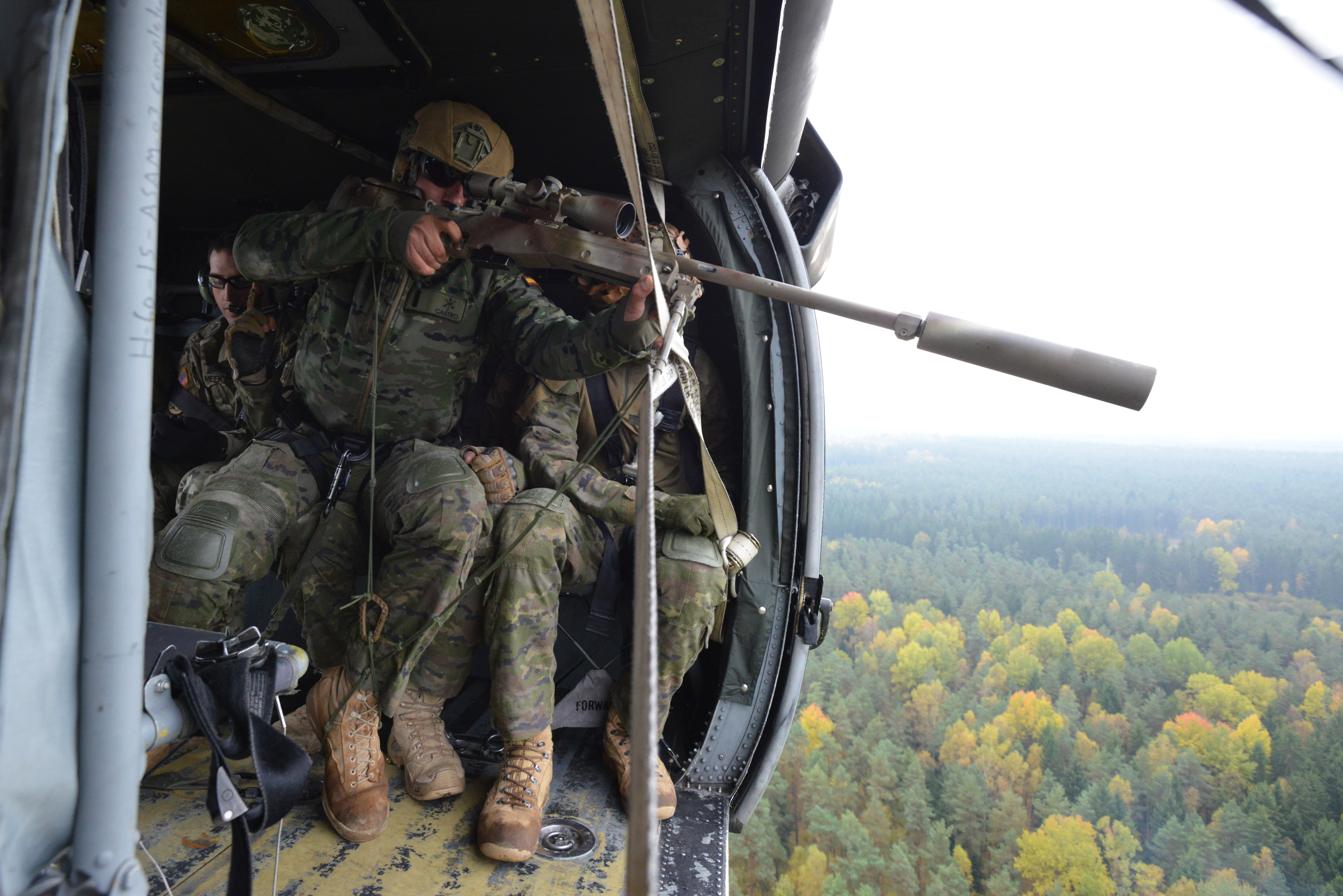
スペイン軍のAW
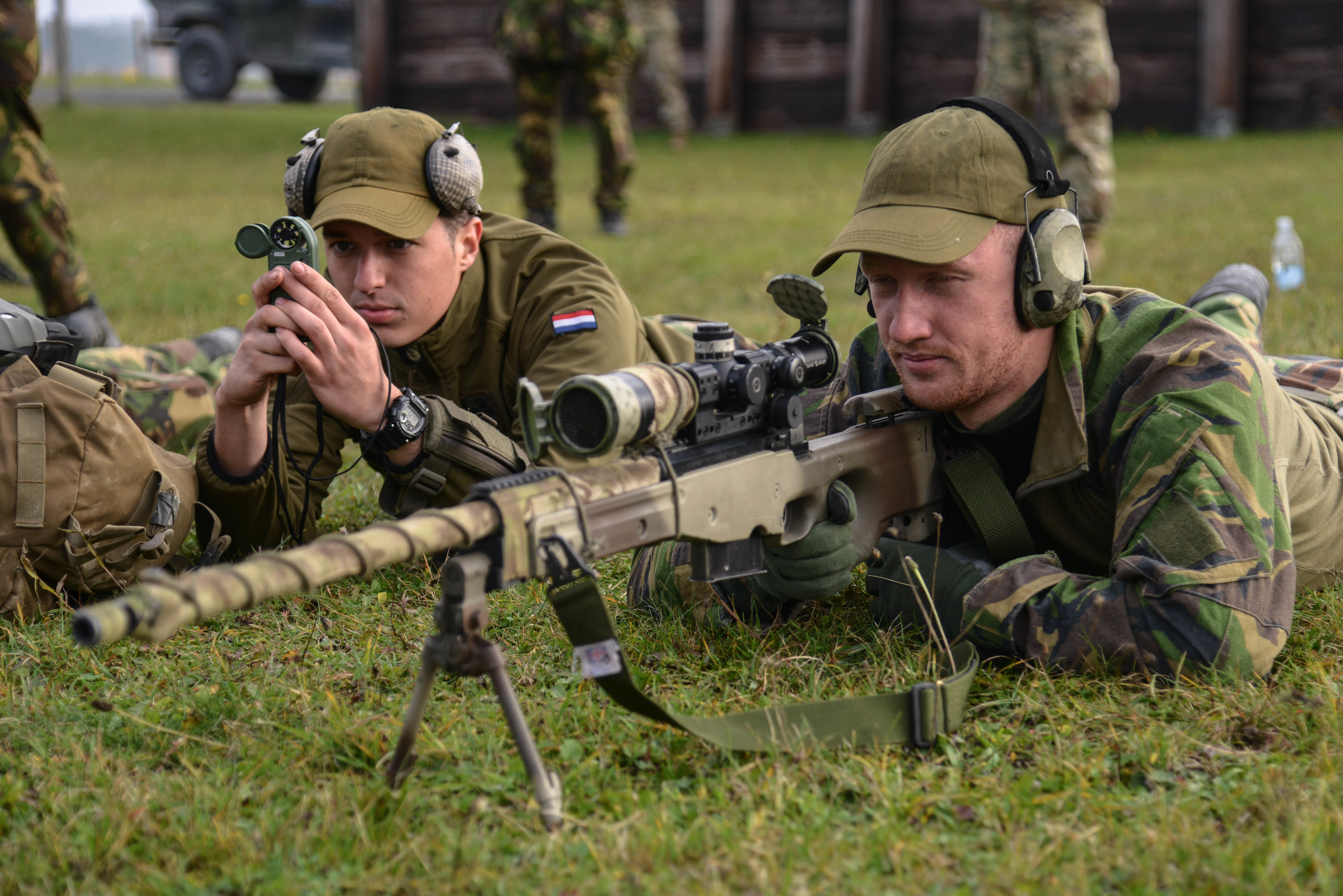
オランダ軍のAWM
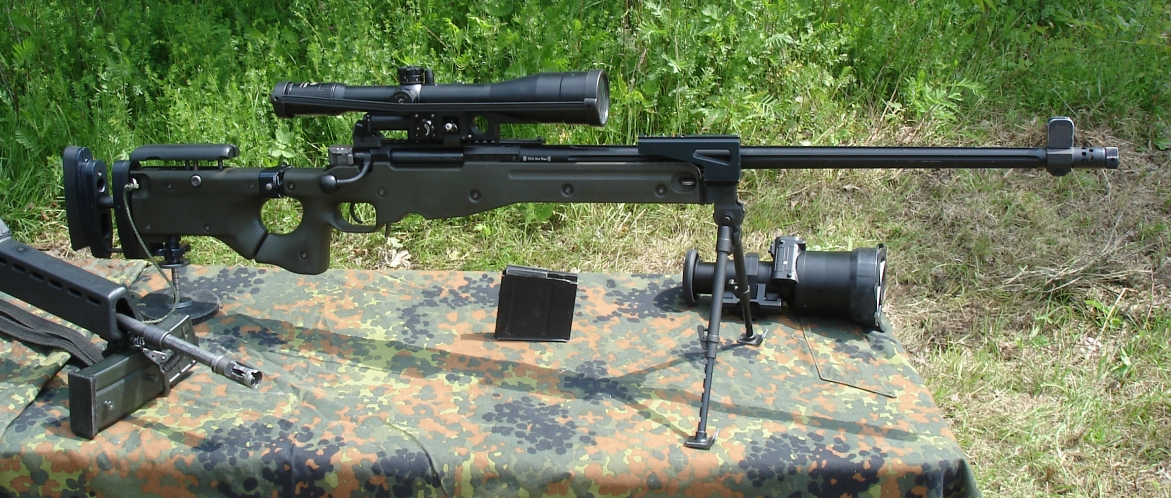
G22
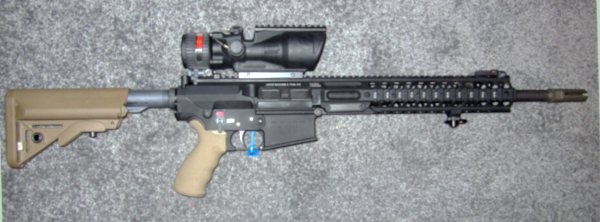
L129A1

### 日本

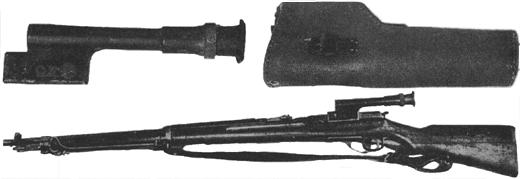
九七式狙撃銃
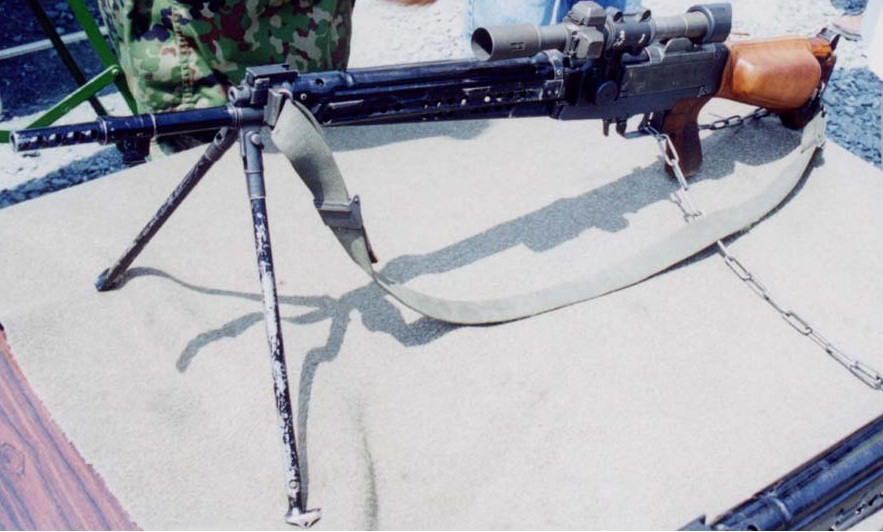
64式7.62mm狙撃銃

帝国陸軍。精度の高い三八式歩兵銃を転用。ボルトアクション方式。
- 九九式狙撃銃

帝国陸軍。精度の高い九九式小銃を転用。ボルトアクション方式。
- 64式7.62mm狙撃銃

陸上自衛隊。精度の高い64式7.62mm小銃を転用。オートマチック方式。
- 特殊銃I型

日本警察。豊和M1500を転用。ボルトアクション方式。
- 九七式狙撃銃
- 64式7.62mm狙撃銃

### フランス
- SCAR-H

FN SCARの7.62mm弾バージョン。ショートストロークピストン方式。

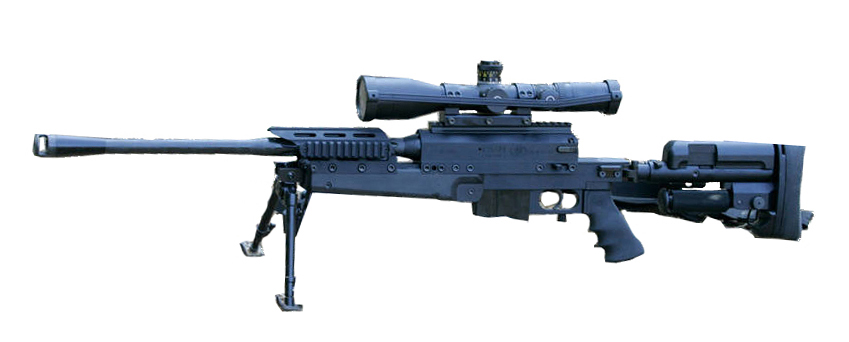
PGM ウルティマ・ラティオ

PGM社。ボルトアクション方式。
- PGM ヘカートII

12.7×99mm弾を使用する対物ライフル。ボルトアクション方式。
- ウルティマ・ラティオ

### フィンランド
- SAKO TRG

サコ社。ボルトアクション方式。.308ウィンチェスター弾仕様のTRG-21/22とより強力な弾薬を使用するTRG-41/42がある。

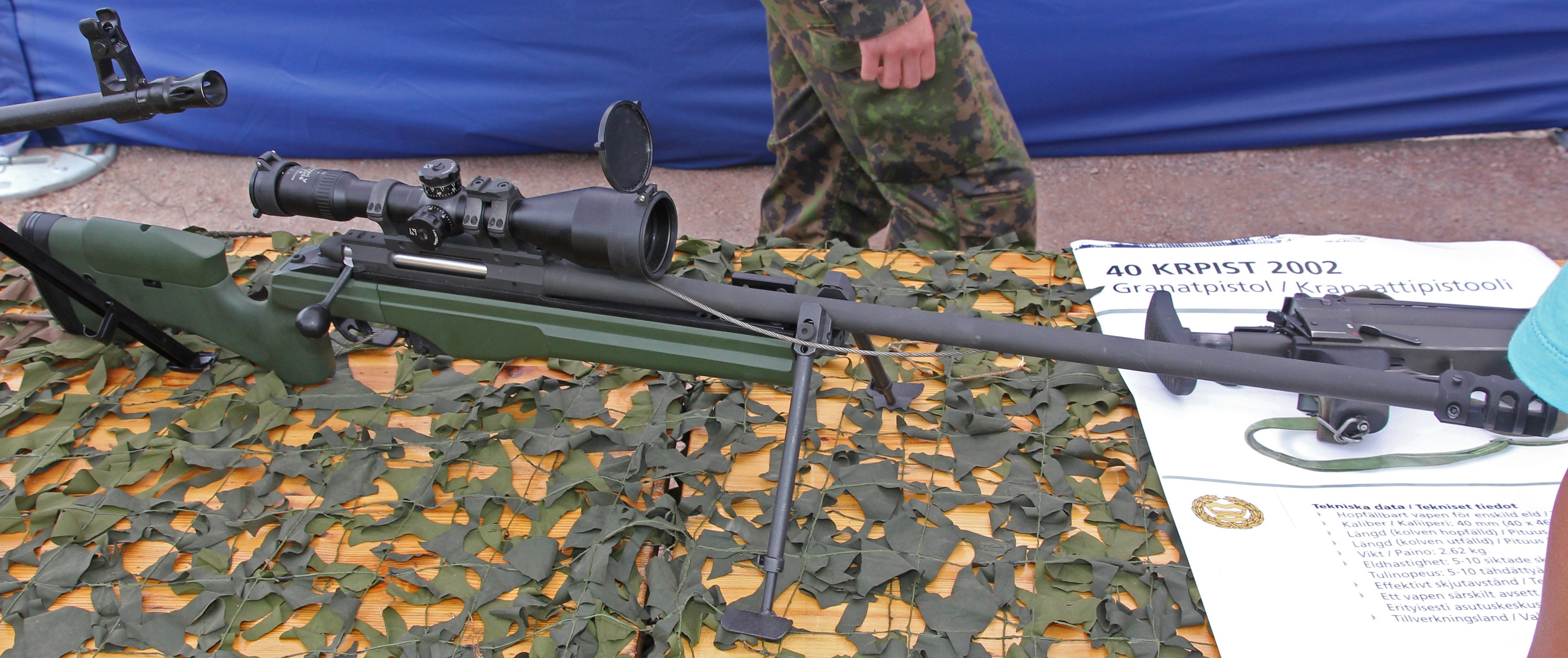
8.6 TKIV 2000（フィンランド軍のTRG-42）
イタリア軍のTRG-42

### リトアニア

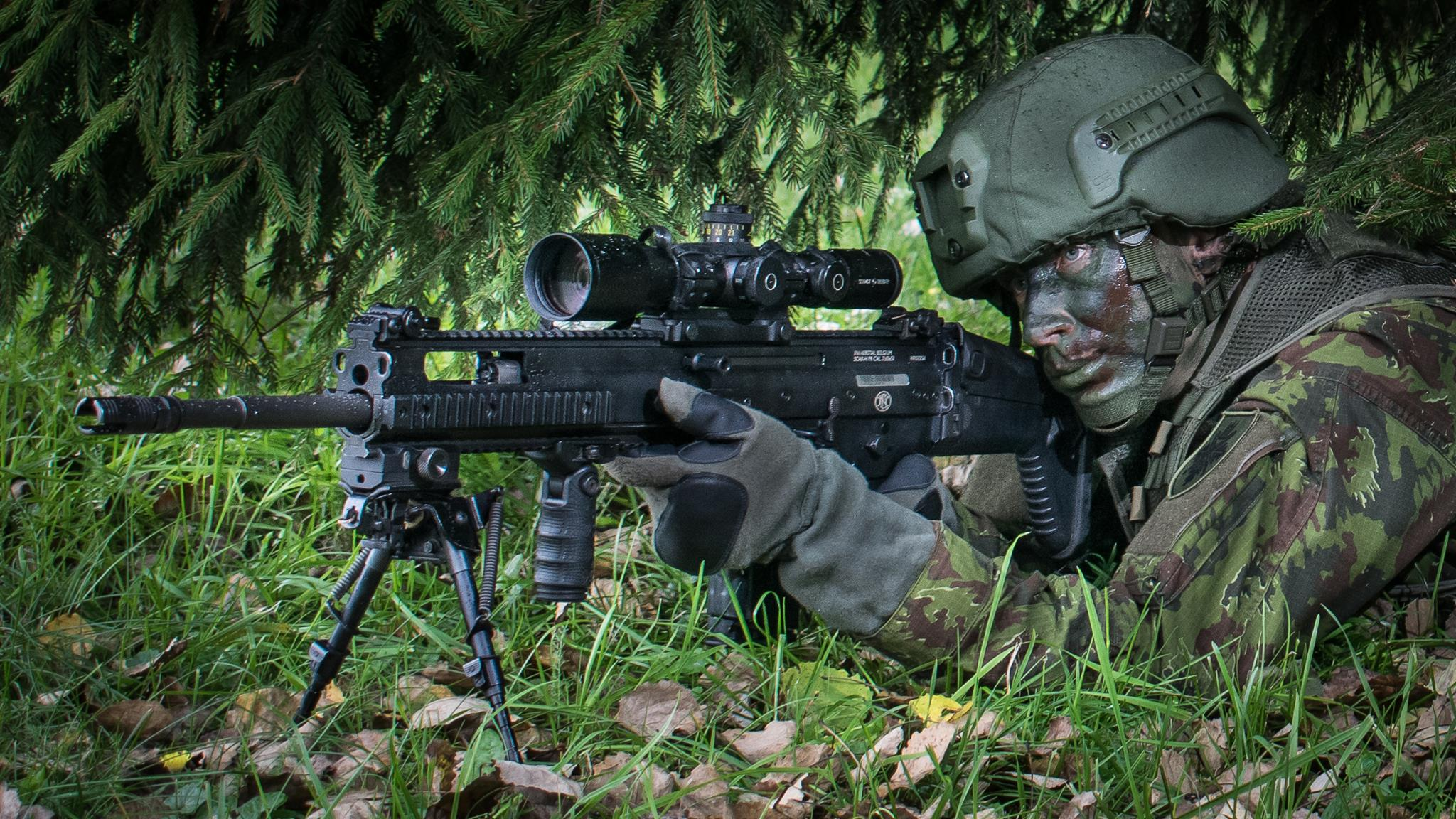
SCAR-H

FN SCARの7.62mm弾バージョン。ショートストロークピストン方式。
- SCAR-H

### ルーマニア

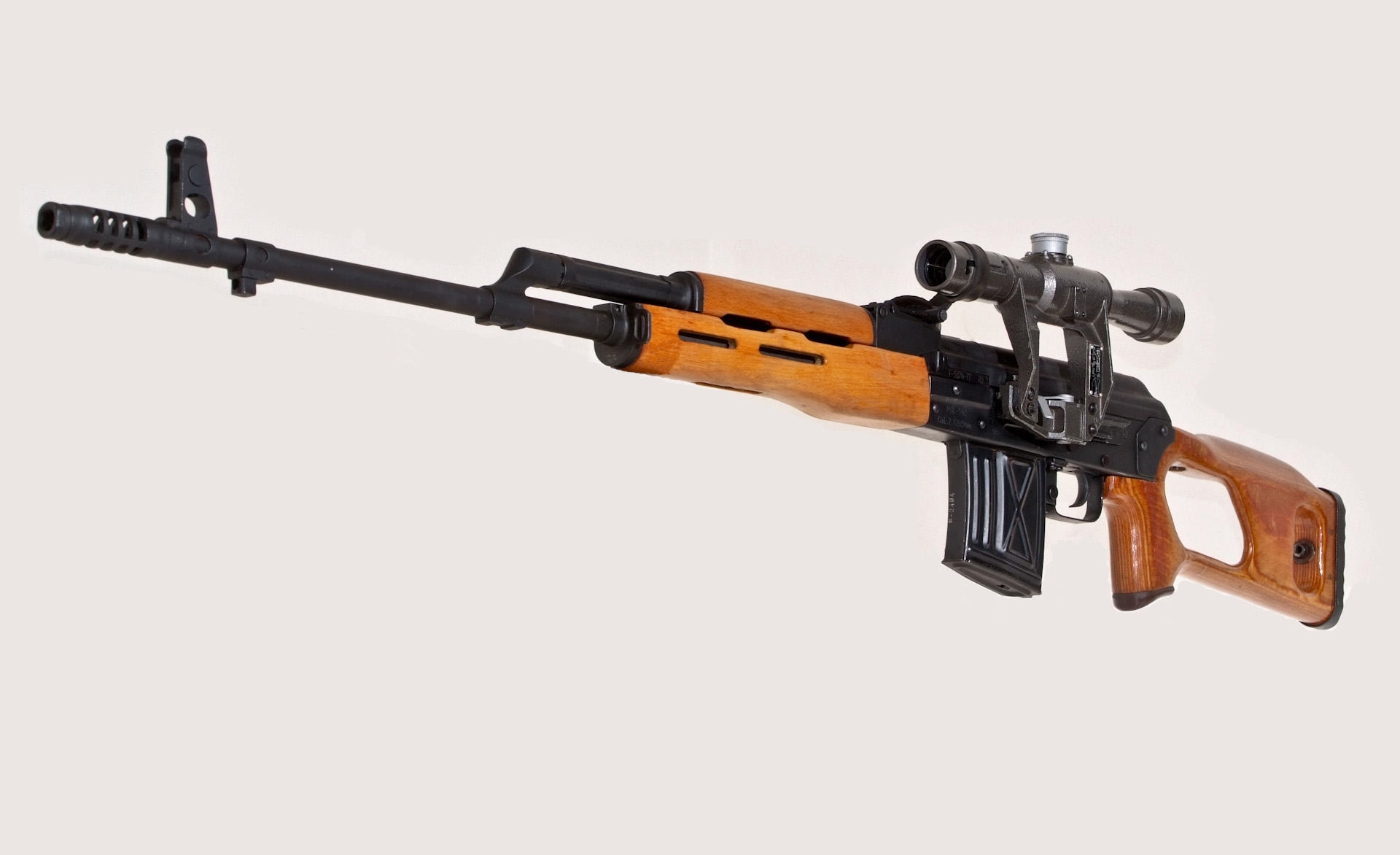
PSL狙撃銃

ルーマニアがAKMをベースに設計した狙撃用ライフル。ロングストロークピストン方式。
- PSL狙撃銃